# Asianopis aurita
Espèce
Synonymes
- Deinopis auritus F. O. Pickard-Cambridge, 1902
- Deinopis aurita F. O. Pickard-Cambridge, 1902

Asianopis aurita est une espèce d'araignées aranéomorphes de la famille des Deinopidae.

## Distribution
Cette espèce est endémique du Jalisco au Mexique,.

## Description
Le mâle holotype mesure 14 mm et la femelle paratype 15 mm.

## Systématique et taxinomie
Cette espèce a été décrite sous le protonyme Deinopis aurita par F. O. Pickard-Cambridge en 1902. Elle est placée dans le genre Asianopis par Chamberland, Agnarsson, Quayle, Ruddy, Starrett et Bond en 2022.

## Publication originale
- F. O. Pickard-Cambridge, 1902 : « Arachnida - Araneida and Opiliones. » Biologia Centrali-Americana, Zoology, vol. 2, p. 313-424 (texte intégral).